# Синадина (унгарска кралица)
Синадина (на гръцки: Συναδηνή) е византийска аристократка от XI век, която през 70-те години на века била за кратко унгарска кралица. Предполага се, че е била съпруга на унгарския крал Геза I.
Единственото историческо сведение за нея се съдържа в едно кратко съобщение в Продължителя на Скилица (Scylitzes Continuatus), където тя е спомената с фамилното си име Синадина, без да се съобщава личното ѝ име. В пасажа обаче категорично е посочено, че тя е дъщеря на Теодул Синадин и се падала племенница на император Никифор III Вотаниат, който я дал за съпруга на унгарския крал, а след смъртта на съпруга си тя отново се завърнала в Константинопол.
Подобно на Синадина и съпругът ѝ също не е споменат поименно, а това оставя неразрешени въпросите за неговата индентификация и за времето, през което Синадина е била кралица на Унгария.
Въпреки оскъдните сведения, някои изследователи успяват да идентифицират съпруга на Синадина с унгарския крал Геза I, за когото се смята, че е изобразен върху една от емайлираните плочки от унгарската корона на Свети Стефан. Освен това смъртта на Геза I на 25 април 1077 г. кореспондира с времето, към което се отнася разказът на Продължителя на Скилица, което означава, че към октомври на 1079 г. овдовялата Синадина вече си е била вкъщи. Единствената друга възможност е Синадина да е била омъжена за брата и приемник на Геза I – крал Ласло I (1077 – 1095), което би изместило омъжването на Синадина след 1077 г., а завръщането ѝ в Константинопол – след смъртта на Ласло I през 1095 г., а това излиза извън хронологичния период, обхванат от Продължителя на Скилица, който не споменава нито едно събитие от 90-те години на века.
Неизвестна е и годината, към която може да бъде отнесена венчавката на Синадаина и въпросния унгарски крал. Р. Кербъл отнася събитието между 1064 г. и 1067 г., когато Геза I все още не е бил унгарски крал, а Роман Диоген и Никифор Вотаниат са начело на дунавските теми България и Паристрион.
Според това мнение въпросният брак е сключен като „частна сделка“ между Геза и византийските командири в областите на Византия по Дунава. Вероятно по това време Геза е управлявал югоизточната част на Унгария в съседство с Византия и се е намирал в обтегнати отношения с братовчед си и унгарския крал по това време – Шаломон I, а бракът с една византийка е спечелил важно преимущество за Геза. Това обаче не може да обясни защо тогава няколко години по-късно, през 1071 г., Геза и Шаломон предприемат общи действия за завладяването на Белград. Така се стига до хипотезата на Жан-Клод Шейне и Джонатан Шепард, че бракът на Синадина и Геза трябва да е сключен към 1074 г., тъй като въпросниият пасаж ясно намеква, че към момента на сватбата Геза вече е бил крал, а и въпросната година кореспондира с времето, през което правителството на Михаил VII се опитва да закрепи положението на западните и северните граници на империята заради натиска на турците от изток
От сведението, че Синадина се е завърнала в Константинопол след смъртта на Геза I, може да се предположи, че бракът им е останал бездетен, а децата на Геза I най-вероятно са били от негов предишен брак.
Една хипотеза идентифицира Синадина с кралица Арета, спомената в един документ, който изследователи датират към 1098/99.